# Robert James Waller
Robert James Waller (Charles City, Iowa, 1939. augusztus 1. – Fredericksburg, Texas, 2017. március 10.) amerikai író.

## Művei
Mivel Waller több műve a különböző fordításokban más címmel jelent meg, itt az eredeti cím szerint soroljuk őket.
Regények
- The Bridges of Madison County (1992)
  - Madison megye hídjai; ford. Tótisz András; Új Esély, Bp., 1994
  - Madison megye hídjai; ford. Tótisz András; 5. jav. kiadás; Alexandra, Pécs, 2014
- Slow Waltz in Cedar Bend (1993)
  - Lassú keringő; ford. Péter Éva; Új Esély, Bp., 1995
  - Keleti keringő; ford. Csonka Ágnes; Alexandra, Pécs, 2006
- Border Music (1995)
  - Álomdalok; ford. Loósz Vera; Új Esély, Bp., 1996
  - A szerelem zenéi; ford. Horváth Beatrix; Alexandra, Pécs, 2004
- Puerto Vallarta Squeeze (1995)
  - Menekülés északra; ford. Lakatos Anna; Alexandra, Pécs, 2005
- A Thousand Country Roads. An Epilogue to The Bridges of Madison County (2002)
  - Ezernyi út porából. A Madison megye hídjainak folytatása; ford. Babits Péter; Alexandra, Pécs, 2003
- High Plains Tango (2005)
- The Long Night of Winchell Dear (2007)

Más művei
- Just Beyond the Firelight (1988, mesék és esszék)
- One Good Road is Enough (1990, esszék)
- Iowa: Perspectives on Today and Tomorrow (1991)
- Old Songs in a New Café (1994, korai önéletrajzi cikkek és esszék)
  - Költői esszék. Robert James Waller válogatott írásai; ford. Loósz Vera; Alexandra, Pécs, 2007
- Images (1994, Waller 28 fotója Iowáról)
- The Summer Nights Never End...Until They Do: Life, Liberty, and the Lure of the Short-Run (2012)

Zene
- The Ballads of Madison County: a Collection of Songs (1993, CD – 10 dal Robert James Waller előadásában)